# دانيال هوش
دانيال هوش (بالسويدية: Daniel Hoch)‏ هو لاعب كرة قدم سويدي، ولد في 11 مايو 1979 في ستوكهولم في السويد. شارك مع منتخب السويد تحت 21 سنة لكرة القدم. أما مع النوادي، فقد لعب مع أيك سولنا ونادي آسيريسكا ونادي أوبه ونادي برومابويكارنا.

## وصلات خارجية
- دانيال هوش على موقع قاعدة بيانات كرة القدم.إي يو (الإنجليزية)
- دانيال هوش على موقع عالم كرة القدم.نت (الإنجليزية)